# كوكمور
كوكمور هي بلدة من النمط المدني تقع في جمهورية تتارستان،روسيا.